# Amphipogon flavum
Amphipogon flavum – gatunek muchówki z rodziny sernicowate i podrodziny Piophilinae.
Gatunek ten opisany został w 1838 roku przez Johana Wilhelma Zetterstedta jako Macrochira flavum.
Muchówka o ciele długości od 4 do 5 mm. Głowa u samca ma kępki długich, czarnych włosków na policzkach. Tułów ma czerwonawożółte śródplecze i tarczkę. U szczytów skrzydeł brak jest ciemnych kropek. Czarny odwłok ma kępki długich włosków na obu bokach hypopygium.
Owad znany z Niemiec, Szwecji, Finlandii, Szwajcarii, Polski, Czech, Słowacji, północnoeuropejskiej części Rosji.